# هيئة مشروع بيت لحم 2000
هيئة مشروع بيت لحم 2000 هي مؤسسة حكومية غير وزارية ذات شخصية اعتبارية مستقلة تأسست عام 1998 لأجل تنظيم وتنسيق وإعداد وتنفيذ جميع الترتيبات والفعاليات للاحتفال بذكرى الألفين على ميلاد المسيح في مدينة بيت لحم. يقع مقر الهيئة في مدينة بيت لحم، ولها منسق عام وأمين سر ومتحدث رسمي وممثل قانوني أمام الهيئات والمؤسسات الرسمية الدولية والمحلية، وتتبع إلى مكتب رئيس السلطة الوطنية الفلسطينية.
بدأت حكومة محمد اشتية في 23 نوفمبر 2020 بدراسة الوضع القانوني لنحو 63 مؤسسة حكومية غير وزارية، وفي 4 يناير 2021، أُعلن عن إلغاء وإلحاق ودمج 30 مؤسسة حكومية غير وزارية، كان من ضمنها إلغاء هيئة مشروع بيت لحم 2000 وضم وإلحاق مرافقها وممتلكاتها وموجوداتها وأموالها وحقوقها إلى الخزينة العامة لدولة فلسطين.